# Torn paral·lel
El torn paral·lel és un tipus de torn que va ser l'evolució de torns antics incorporant nous equipaments.
En l'actualitat, aquests tipus torns han estat progressivament substituïts per torns copiadors, revòlver, automàtics i de control numèric.
Aquest torn té dos eixos de treball, un en la direcció de la peça i l'altre en la direcció perpendicular a l'eix de simetria de la peça, aquest últim normalment es fa servir per l'operació de recapçat.
El torn paral·lel pot portar un tercer carretó per tal de mecanitzar cons (carretó Charriot), aquest tercer carretó va muntat sobre el carretó transversal inclinat uns certs graus.
Un inconvenient d'aquest torn és que requereix personal qualificat, ja que el moviment dels carretons és manual.